# Иоанн Диакон (историк)
Иоа́нн Диа́кон (Джованни Диаконо; лат. Iohannes Diaconus, итал. Giovanni Diacono; умер не ранее 1018) — венецианский церковный и государственный деятель, автор «Венецианской хроники» — одного из самых ранних сочинений венецианской историографии Раннего Средневековья.

## Биография
Основной объём информации об Иоанне Диаконе содержится не в его хронике, а в различных актах канцелярий дожей Венеции и императоров Священной Римской империи.
О ранних годах Иоанна ничего неизвестно. Предполагается, что он мог быть родственником дожа Пьетро II Орсеоло, верным другом и соратником которого он был. Впервые Иоанн Диакон упоминается в хартии Оттона III, датированной 1 мая 995 года, в которой император подтверждал права Венеции на Эраклею, захваченную ранее Аквилейским патриархатом. В 996 году Иоанн, вместе с Пьетро Градениго, в качестве посла дожа Венеции посетил Равенну, где получил от Оттона III разрешение на открытие венецианскими купцами трёх рынков на территории северо-итальянских областей Священной Римской империи. В этом же году в Аквилее Иоанн содействовал заключению договора между Венецианской республикой и империей о разграничении их континентальных владений. 7 января 999 года Иоанн Диакон побывал в Риме, где император Оттон III снова подтвердил права Венеции на Эраклею. В этом документе Иоанн впервые был назван капелланом Пьетро II Орсеоло, хотя, как предполагается, он и ранее занимал эту должность.
В 1000 году Иоанн Диакон, с согласия Пьетро II Орсеоло, организовал тайную поездку Оттона III в Венецию. Он был единственным лицом, кроме дожа и императора, участвовавшим во всех мероприятиях этого визита, подробно описанного им в своей хронике. В декабре 1001 года Иоанн дважды посещал Оттона III в Равенне, а после его смерти в 1002 году приехал в Регенсбург, где получил у нового монарха, Генриха II Святого, подтверждение заключённого его предшественником соглашения с Венецианской республикой. Здесь же 16 ноября император подтвердил договор, заключённый в начале IX века между Франкской империей и Византией и устанавливавший автономию Венеции от обоих этих государств. Возможно, Иоанн Диакон был членом венецианского посольства в Константинополь, в 1004 или 1005 году заключившего брак между сыном Пьетро II Орсеоло, Джованни, и Марией Аргир, племянницей византийских императоров Василия II и Константина VIII.
После смерти Пьетро II в 1009 году Иоанн Диакон и при его преемнике, Оттоне Орсеоло, сохранил должность капеллана дожа. Последнее упоминание об Иоанне относится к 1018 году. Дата его смерти неизвестна.

## Хроника

### Описание
Иоанн Диакон — автор «Венецианской хроники», созданной в начале XI века. Сочинение сохранилось в единственной рукописи (codex Vaticanus (Urbinatis) 440), возможно, являющейся автографом и ставшей основой всех последующих изданий этого исторического источника. В рукописи не указывалось имя автора, поэтому долгое время «Венецианская хроника» приписывалась историку Джованни Сагорнино и была известна под названием «Хроника Сагорнино» (лат. Chronicon Sagornini). Авторство Иоанна Диакона было точно установлено только в XIX веке на основе анализа свидетельства хроники о большой осведомлённости её автора о поездке императора Оттона III в Венецию в 1000 году.
Предполагается, что источниками информации для Иоанна Диакона в работе над его хроникой послужили многочисленные документы, как актового, так и повествовательного характера, а также устная традиция. Однако, так как подавляющее большинство этих источников не дошла до нашего времени, их идентификация невозможна. Также историки отмечают почти полное отсутствие в хронике точных дат, что, вероятно, связано с отсутствием их в источниках, которые использовал Иоанн.
«Венецианская хроника» состоит из четырёх книг. Иоанн Диакон начал изложение событий с основания города, которое он, вопреки сложившейся позднее традиции, относил не к 421 году, а к вторжению в Италию лангобардов в 568 году. Первая книга, доведённая до событий 713 года, посвящена, в основном, рассказам о деятельности византийских императоров, патриархов Аквилеи и Градо. Собственно венецианским событиям уделено очень мало внимания. Эта часть хроники содержит многочисленные ошибки и хронологические неточности. С начала второй книги, описывающей события по 863 год включительно, сведения о Венеции начинают появляться всё чаще и с 17 главы венецианские известия в хронике становятся доминирующими. В этой книге, в том числе, описаны избрание первого выборного дожа Паоло Лучио Анафесто, франкско-венецианская война 809—810 годов и начало морских походов венецианцев против далматских славян-неретвлян. Значительное внимание третьей книги, доведённой до событий 920 года, также уделено отношениям Венецианской республики со славянами. Эта часть «Венецианской хроники» является основным первоисточником по истории хорватских славян IX—X веков. Как предполагается, в описании событий в Далмации Иоанн Диакон пользовался какими-то более ранними источниками, в настоящее время утерянными. Бо́льшая часть четвёртой книги «Венецианской хроники» посвящена правлению дожа Пьетро II Орсеоло, в том числе, его успешному походу в Далмацию и визиту Оттона III в Венецию. Хроника заканчивается описанием событий 1008 года.
Наряду с «Хроникой патриархов Аквилеи», «Хроникой патриархов Градо» и «Краткой хроникой об основании патриархата Градо», «Венецианская хроника» Иоанна Диакона является одним из наиболее ранних памятников венецианской историографии. Особенное значение этому сочинению придают множество свидетельств, не нашедших отражения в других раннесредневековых источниках. В первую очередь, это относится к венецианско-славянским отношениям и описанию событий, современником которых Иоанн был.
Для российской историографии «Венецианская хроника» ценна как один из первых западноевропейских исторических источников, содержащих сведения о ранней истории Древней Руси. В хронике находится сообщение о нападении норманнов на Константинополь, которое идентифицируют с походом руси в 860 году, но которое содержит ряд сведений, противоречащих византийским известиям об этом событии.
Ранее Иоанну Диакону, кроме «Венецианской хроники», также приписывалось авторство и «Хроники патриархов Градо», но в настоящее время это мнение считается ошибочным.

### Издания «Венецианской хроники»
На латинском языке:
- Iohannis Diaconi. Chronicon Venetum et Gradense. — Monumenta Germaniae Historica. Scriptores (in Folio) (SS). — Hannover: Impensis Bibliopolii Avlici Hahniani, 1846. — P. 1—47. — 938 p.
- La cronaca veneziana del diacono Giovanni / Monticolo G. — Cronacha Veneziane Antichissme. — Rome: Forzane E. C. Tipografi del Senato, 1890. — 268 p.

На русском языке:
- Иоанн Диакон. История венетийцев. Книги I и II., Книги III и IV. Восточная литература. Дата обращения: 4 июля 2011.